# Поздяевская
Поздяевская — деревня в Вилегодском муниципальном округе Архангельской области.

## География
Находится в юго-восточной части Архангельской области на расстоянии приблизительно 26 км на восток-юго-восток по прямой от административного центра района села Ильинско-Подомское.

## История
В 1859 году здесь (тогда деревня Сольвычегодского уезда Вологодской губернии) было учтено 13 дворов. До 2020 года деревня входила в состав Павловского сельского поселения до его упразднения.

## Население
Численность населения: 84 человека (1859 год), 1 (русские 100 %) в 2002 году, 1 в 2010.